# Bo Kristiansson
Bo Sten Hilding Kristiansson, född 7 april 1949 i Hässleholm, död 22 december 2007 i Skepparslöv var en svensk socialdemokratisk lokalpolitiker i Kristianstad och Kommunförbundet Skåne.

## Karriär

### Kommunalt
Kristiansson växte upp i Hässleholm och när han blev intresserad av politik anslöt han sig till SSU. Efter ett avbrott för studier i Lund bosatte han sig i Kristianstad. Han arbetade vid landstinget och hade tjänsteansvar för ambulanssjukvården. I sitt fortsatta politiska engagemang valdes han in i Kristianstads kommunfullmäktige 1977 och satt kvar till 2006. I slutet av perioden var kan kommunfullmäktiges ordförande 1995–1998 och 2003–2006. Under mandatperioden 1999–2002 var Kristiansson  kommunalråd och samtidigt ordförande i kommunstyrelsen. Han var aktiv i kommunpolitiken under 30 år. 17 av dessa år var han heltidsengagerad som förtroendeman i  Kristianstad. Bo Kristianssons uppdrag var inom en bred sektor av kommunal verksamhet från kommunaltekniska frågor, räddningstjänst, energi, fastigheter, näringsliv till utbildning, socialtjänst, äldreomsorg och internationella frågor. Kristiansson var en skicklig mötesledare och ordförande. Han redde ut komplicerade propositionsordningar vid fullmäktigemöten och partikongresser. När Kristiansson avgick som heltidspolitiker i januari 2002 var den politiska turbulensen under mandatperioden i Kristianstad och den så kallade ABK-affären inom AB Kristianstadbyggen (ABK) som var orsaken. Bo Kristiansson var ordförande för AB Kristianstadsbyggen då styrelsen avgick i december 2001 efter avslöjande om chockhöga spritnotor under representation och studieresor. En ny styrelse tillsattes och tog enhälligt beslut om att avskeda bolagets VD Tore Nykvist.

### Inom partiet och regionalt
Inom SAP satt han i partidistriktet och var ordförande i Kristianstad arbetarkommun, och i regionalpolitiken satt han i styrelsen för Skånetrafiken och Kommunförbundet Skåne. Han blev ledamot av Kommunförbundet Skånes styrelse vid förbundets bildande 1997 (länssammanslagningen), och förblev vice ordförande till sin död. Han var också ledamot av styrelsen för Skånes marknadsföringsbolag Position Skåne. Då han satt i styrelsen för Skånetrafiken, var han ordförande i styrelsen en kortare period. Internationellt var han vicepresident under 8 år i samarbetet Euroregion Pomerania  med Skåne, Västpommern (Polen) Mecklenburg-Vorpommern (Tyskland) och Brandenburg (Tyskland). I september 2007 utsågs han till ledamot i organ för EU:s strukturfonder för interregionalt samarbete.

## Viktiga politiska frågor
Bo Kristiansson politiska intresse gällde bland annat trafik och stadsbyggnad. Det senare området verkade han för inom ABK men han var också engagerad i införandet av gågatorna i Kristianstad 1984. Byggandet av ett nytt resecentrum 1996 på gamla busstorget var inte någon större framgång. Kristianstads Resecentrum invigdes 1996 byggd som en toppmodern och liknade en flygplats i sin utformning. Resecentrum byggdes för framtiden men revs efter bara 16 år. Kristiansson var kulturintresserad och drev frågan om en konsthall i Kristianstad. Bygget stod färdigt  i december 2001 och blev betydligt framgångsrikare än resecentrum.

## Personligt
Bo Kristiansson var gift med Christin Löfgren Kristiansson (1950–2002) och de hade en dotter.